# الکساندر باربیر
الکساندر باربیر (انگلیسی: Alexandre Barbier؛ زادهٔ ۷ ژوئیهٔ ۱۹۷۹) بازیکن فوتبال اهل فرانسه است.
از باشگاه‌هایی که در آن بازی کرده‌است می‌توان به باشگاه فوتبال استاد رنس اشاره کرد.